# Gion Stump & the Lighthouse Project
Gion Stump & the Lighthouse Project ist eine Schweizer Band aus St. Gallen, bestehend aus Gion Stump (Gesang, Gitarre), Claudio Weder (Piano, Synthesizer), Reto Stump (Schlagzeug), Orlando De Toffol (Gitarre) und Samuel Näf (Bass, Violine).

## Geschichte
Gion Stump (* 1991) gründete die Band 2006 zusammen mit seinem Bruder Reto Stump (* 1989), Claudio Weder (* 1991) und Orlando De Toffol (* 1989). Nach mehreren Wechseln stiess 2011 Samuel Näf (* 1995) zur Band.
2010 veröffentlichte die Band das Debütalbum Fine Lines at Dawn, das von der Kritik positiv aufgenommen wurde. Das Album wurde in den Metropolis-Studios in London von Andy „Hippy“ Baldwin (Arcade Fire, Coldplay) gemastert. Im Anschluss tourte die Band als Trio durch die Schweiz; die folgende Tour durch Deutschland musste aus gesundheitlichen Gründen abgesagt werden.
2012 wurde das zweite Album, Lost in Limbo, über Nation Music veröffentlicht. Die Band selbst beschrieb das Album als „komplexer und düsterer als sein Vorgänger“. Lost in Limbo wurde von Ian Cooper (David Bowie, Phil Collins, Peter Gabriel) gemastert.
Gion Stump nahm kurz nach der Veröffentlichung von Lost in Limbo das erste Soloalbum Rail Tracks in Nürnberg auf. Es wurde von Massy Collu produziert. Die Single No Control wurde unter anderem bei BBC gespielt. Drei weitere Lieder wurden vom Schweizer Schlagzeuger Beat Fraefel-Haering produziert, der mit seiner Band 2011 den Swiss Jazz Award gewann. Das Album wurde beim deutschen Label Timezone herausgegeben. Die „Rail Tracks-Tour“ beinhaltete Konzerte in England, Holland, Belgien, Deutschland, Frankreich und in der Schweiz. Unter anderem spielte er im Montreux Jazz Café im Harrods in London.

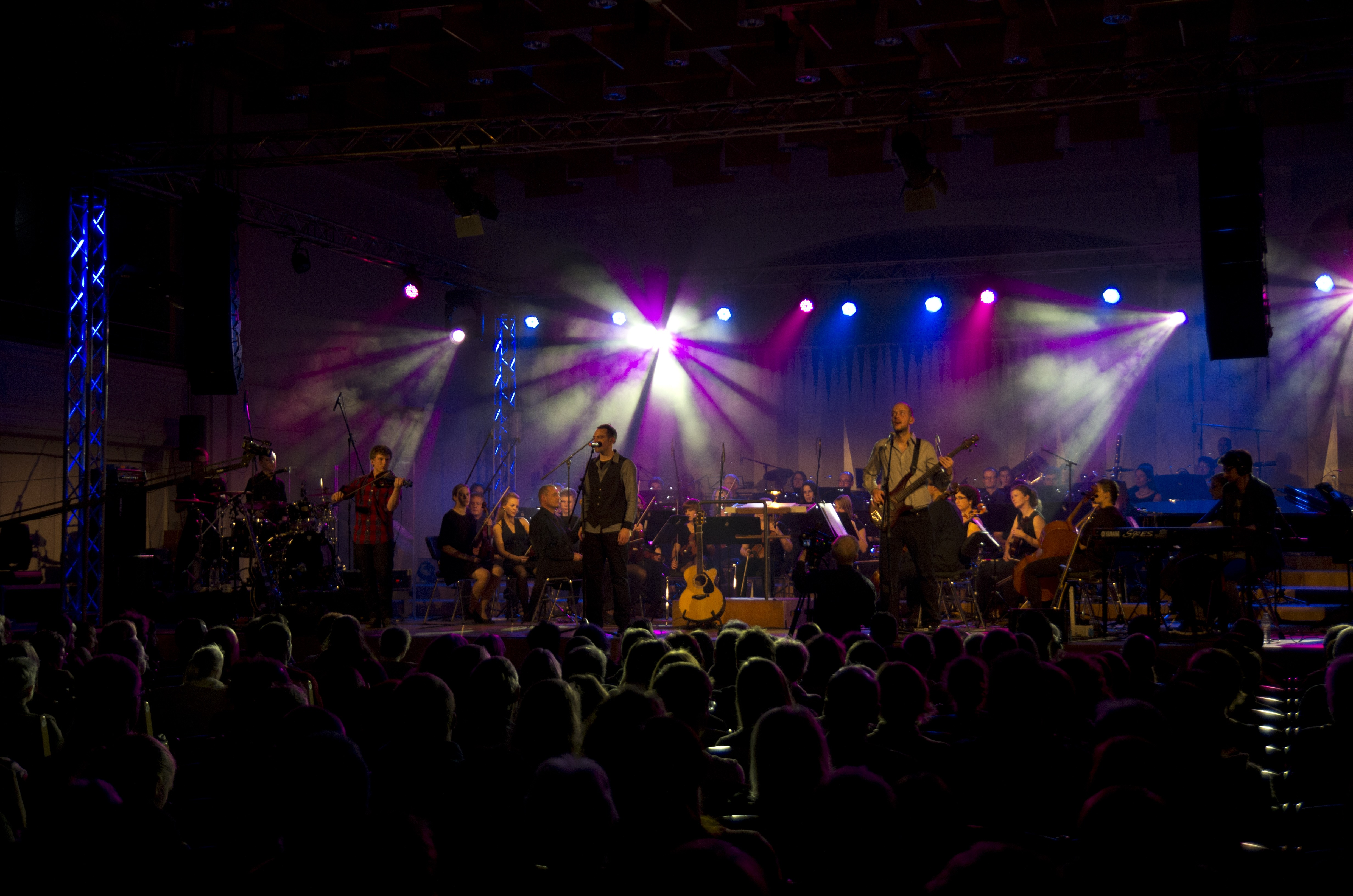
Gion Stump & the Lighthouse Project mit dem Sinfonieorchester Camerata Salonistica in der Tonhalle St. Gallen 2013

Im November 2013 spielte die Band Konzerte mit dem Sinfonieorchester Camerata Salonistica in den Tonhallen St. Gallen und Wil. Für diese Konzerte schrieb Gion Stump ein neues Projekt namens War Poems, welches aus vertonten Soldatengedichten bestand. Im zweiten Teil wurden neu arrangierte Versionen der Lieder der Band gespielt.
2014 spielte die Band auf verschiedenen Festivals in der Schweiz, unter anderem am SummerDays Festival in Arbon. 2015 nahm die Band am Waldbühnen Contest des Gurtenfestival in Bern teil und erspielte sich so einen Auftritt am Festival.

Ende April 2017 erschien das dritte Album der Band mit dem Namen "Holy Darkness". Die Single "Seven Seas" erschien vorab am 3. März 2017 und wurde von einem Musikvideo des Regisseurs Sandro Horber begleitet, welches am Ostschweizer Kurzfilmwettbewerb den Anerkennungspreis gewann. Das Album wurde vom Schlagzeuger Orlando Ribar in der Schweiz und den USA, wo die Streicharrangements von Dave Eggar und Donnie Reis eingespielt worden sind, produziert. Gemischt wurde das Album von Peter Schmidt (Tonmeister) (Depeche Mode, kraftklub) in den Ballsaal Studios Berlin und bei Sterling Sound in New York vom mehrfachen Grammy-Gewinner Tom Coyne (Beyoncé, Adele), der noch vor der Veröffentlichung verstorben ist, gemastert. Laut eigenen Aussagen der Band ist das Album inspiriert vom aktuellen Weltgeschehen und der Dunkelheit. Neben den Streichern und der Band ist auf dem Album bei mehreren Songs auch ein Kinderchor zu hören.

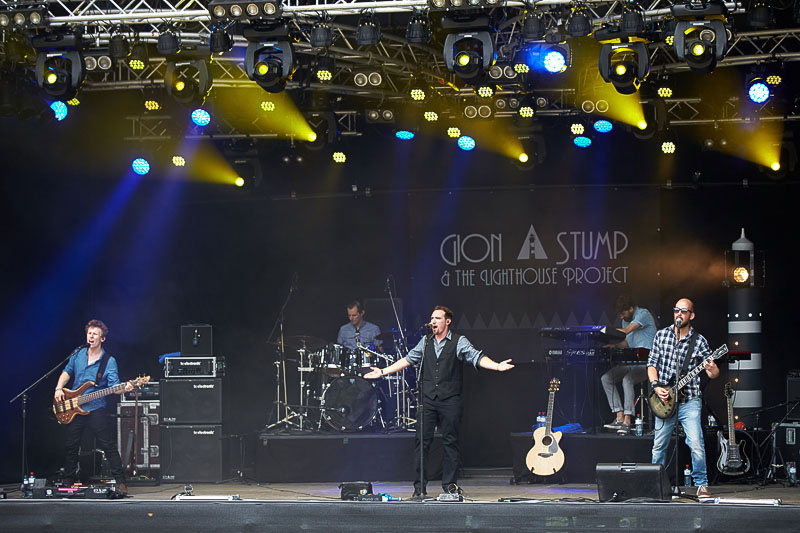
Gion Stump & The Lighthouse Project am Gurtenfestival 2015

 Als weitere Singleauskopplungen des Albums Holy Darkness wurden Moments und Morning Dew veröffentlicht. Zu beiden wurden wiederum Musikvideos des Regisseurs Sandro Horber veröffentlicht, die mehrere Preise gewannen. Zur Single Morning Dew wurde eine Liveaufnahme von A Better Day aus dem Palace (Bar) in St. Gallen als B-Side veröffentlicht.
2019 folgte mit Who We Are eine neue Single der Band, die zusammen mit dem Schweizer Produzenten Rico Horber (Stoneman, Anna Lux) in den Palma Music Studios von Fredrik Thomander in Spanien aufgenommen und produziert wurde. 2020 spielte die Band im Rahmen des Jubiläums des Orchesters Camerata Salonistica erneut einige Konzerte mit Sinfonieorchester. Aufgrund der Corona-Krise mussten im Frühling und Sommer 2020 mehrere Konzerte der Darkness Visible-Tour in der Schweiz, in Deutschland und in Holland entweder verschoben oder ganz abgesagt werden. Im Rahmen der abgesagten Konzerte veröffentlichte die Band eine akustische Live-Version des Songs The Ship, die bei einem Konzert im Heimatdorf der Band, Engelburg, aufgenommen wurde.
Im Februar 2022 veröffentlichte die Band das Album A Penny for the Fool, das in Zusammenarbeit mit Dave Hofmann und Marc Carolan in den Powerplay Studios in Maur und im bandeigenen The Lighthouse entstanden ist. Die Streicher wurden wiederum von Dave Eggar gespielt, während Randy Merrill für das Mastering verantwortlich zeichnete. Für das Artwork wurde die Pariser Fotografin Marilyn Mugot verpflichtet.

## Diskografie
- 2010: Fine Lines at Dawn
- 2012: Lost in Limbo
- 2013: Rail Tracks
- 2017: Holy Darkness
- 2022: A Penny for the Fool